# Паметник на Дельо войвода
Паметникът на Дельо войвода се намира в Златоград. Автори са Костадин Дуганов и Иван Димов. Издигнат е през 1984 г.
Паметникът е изграден от гранит и представя Дельо войвода, който с лявата си ръка е прегърнал любимата си Гюлсюме, а дясната е положил върху пищова в пояса си.

Дельо войвода е възпят в родопската песен „Излел е Дельо хайдутин“.